# Sveti Gordije
Gordije je bio rimski vojnik i svetac iz 4. stoljeća.

## Životopis
Bio je rimski stotnik u maloazijskoj Cezareji za vrijeme cara Galerija. Nakon što je odbio napustiti kršćanstvo bio je osuđe na smrt.
Sačuvana je propovijed koju je izgovori sveti Bazilije Veliki na njegov blagdan.
Preminuo je početkom 4. stoljeća.

## Štovanje
Spomendan mu se slavi 3. siječnja.

### Knjige
- Koledar svih svetaca i svetica božjih ili životi svetaca za sve dneve godišta i sve godišnje svetkovine pomične i nepomične i potpuni privod rimskoga martirologija. Narodna tiskara. Split. 1838
- Blazović, Augustin. 1966. Sveci u crikevnom ljetu. I. dio. Beč

## Vanjske poveznice
Ostali projekti
|  | Zajednički poslužitelj ima još gradiva o temi Sveti Gordije |